# نبيل حسان
الخطاط نبيل حسان (1970 - 26 يوليو 2023)، هو خطاط مصري، ومؤسس معهد سيد إبراهيم للخط العربي.

## حياته ونشأته
نبيل يوسف أحمد حسان تخرج في كلية الفنون الجميلة عام 1990 وعمل رئيسا لقسم الخط العربى بالتليفزيون وهو مؤسس معهد سيد إبراهيم للخط العربى وعضو نقابة الفنانين التشكيليين ونقابة الصحفيين وعضو مؤسس بالجمعية المصرية للخط العربى. وهو زوج الفنانة الخطاطة منال نجيب عزازى عضو الجمعية المصرية للخط العربى
- خريج كلية الفنون الجميلة - قسم الدراسات الحرة القاهرة عام 1990م
- إجــــــازة في الخــط العــربــي من الخطاط خضير البورسعيدي عام 2000م
- إجــــــازة في الخــط العــربــي من الجمعية المصرية للخط العربي عام 2005م

## مسيرته
شارك بالعديد من المعارض والملتقيات والفعاليات الخاصة بالخط العربى من أشهرها ملتقى مجمع الملك فهد لأشهر خطاطى المصحف الشريف في العالم بالمدينة المنورة عام 2011م
- رئيس لقسم الخط العربي بالتليفزيون المصري - قطاع الإنتاج
- كلية الفنون الجميلة - قسم الدراسات الحرة
- مؤسس معهد سيد إبراهيم للخط العربي بمصر
- عضو نقابة الفنانين التشكيلين المصرية
- عضو نقابة الصحافيين العرب
- عضو نقابة الصحافيين المصرية
- عضو مؤسس بالجمعية المصرية العامة للخط العربي
- معلم للخط الفارسي والثلث
- يعمل حاليا بالمملكة العربية السعودية منذ عام 2007

## مشاركاته
- ملتقي الدوحة للخط العربي 2010
- ملتقي الشارقة للخط العربي 2010
- ضيف شرف ملتقي الدوحة للخط العربي 2010
- شارك في ملتقى مجمع الملك فهد لأشهر خطاطي المصحف الشريف في العالم بالمدينة المنورة عام 2011م
- ندوة عن نشأة الخط العربي وتطورة عبر العصور بدولة قطر
- ندوة عن مدارس الخط العربي بمكتبة الإسكندرية بمصر

## أعماله
- كتابة تترات المسلسلات التاريخية والدرامية
- كتابة وزخارف مركز الملك عبد العزيز الدولي للمؤتمرات بالرياض

## جوائز
فاز بالمراكز العشرة الأوائل على الترتيب كل من: الدكتور مصطفى خضير، ونبيل حسان، ويحصل الفائز الأول على جائزة القصبة الذهبية ومبلغ مالي قدره ثلاثون ألف ريال سعودي